# Litargosuchus
Litargosuchus is een geslacht van uitgestorven sphenosuchide crocodylomorfen, een basaal lid van de crocodylomorfe clade uit het Vroeg-Jura van Zuid-Afrika. De geslachtsnaam Litargosuchus is afgeleid van het Grieks en betekent 'snellopende krokodil' en de soortaanduiding leptorhynchus verwijst naar zijn sierlijke snuit. Litargosuchus, samen met alle crocodylomorfe taxa in Zuid-Afrika, is beperkt tot de bovenste Elliot-formatie (UEF) in Zuid-Afrika.

## Geschiedenis van ontdekking
In 1988 vond James William Kitching het holotype-fossiel van Litargosuchus, BP/1/5237, tijdens een veldexpeditie in Eagles Crag, een boerderij in de buurt van Barkly East in de Oost-Kaap. Het teruggevonden materiaal bestond uit een bijna volledige schedel met zijn onderkaak en verschillende botten die behoren tot het postcraniale skelet. Kitching was destijds directeur van het Evolutionary Studies Institute (voorheen het Bernard Price Institute) van de University of the Witwatersrand in Johannesburg. Kitching bracht het holotype terug naar het instituut waar hij het beschreef met collega-onderzoeker Christopher Gow. Samen hebben Kitching en Gow deze nieuwe soort sphenosuchide crocodylomorf helaas verkeerd geïdentificeerd en de fossielen toegewezen aan een bestaande soort van de crocodylomorfen, Pedeticosaurus leviseuri. 
Meer dan tien jaar later, in 2002, beschreven Jim Clark en Hans-Dieter Sues de fossielen opnieuw. In hun analyse ontdekten Clark en Sues dat de fossielen behoorden tot een nieuwe soort sphenosuchide crocodylomorf en bedachten ze de huidige naam voor de typesoort: Litargosuchus leptorhynchus. De geslachtsnaam is een combinatie van het Grieks litargos, 'snel rennend', en Souchos, de naam voor de Egyptische krokodillengod Sebek. In de soortaanduiding betekent leptos 'slank' en rhynchos 'neus'. Litargosuchus is monotypisch — er zijn dus geen verdere soorten benoemd in het geslacht — en het holotype is het enige bekende fossiel van deze soort dat tot nu toe is gevonden.
Helaas is het schedelmateriaal van het Litargosuchus-holotype verloren gegaan en zijn er nog geen nieuwe fossielen van gevonden in de Elliotformatie. Een speciaal onderzoekslaboratorium bij het Evolutionary Studies Institute heeft verschillende veldexpedities geleid naar plaatsen waar rotsen in de Elliotformatie zijn blootgelegd in de hoop meer fossiel materiaal te vinden. Jonah Choiniere, een oud-promovendus van Clark, leidt dit onderzoekslab. De overblijfselen van het holotype blijven momenteel opgeslagen in het Evolutionary Studies Institute.

## Beschrijving
Litargosuchus was een kleine, graciele sphenosuchide crocodylomorf die beperkt was tot het Sinemurien van het Vroeg-Jura. In tegenstelling tot moderne krokodillen, was Litargosuchus een rennend, landbewonend roofdier. Het had ongewoon langwerpige ledematen met zijn achterpoten iets langer dan zijn voorpoten. Alle sphenosuchide crocodylomorfen waren lichtgebouwd, maar Litargosuchus in extreme mate. Er wordt gedacht dat Litargosuchus zijn prooi net als een wolf achtervolgde; echter, Litargosuchus was waarschijnlijk solitair. Een rennend Bauplan is een kenmerkende eigenschap van sphenosuchide crocodylomorfen.

## Exemplaren
Het holotype-exemplaar BP/1/523 is het enige gedocumenteerde Litargosuchus-exemplaar dat tot op heden is teruggevonden.

## Fylogenie
Litargosuchus wordt momenteel geplaatst binnen Sphenosuchidae, een basale clade van niet-crocodyloforme crocodylomorpfen. De fylogenetische verwantschappen binnen de Sphenosuchia zijn echter slecht begrepen, dus de status ervan binnen deze clade is onzeker. Bovendien is de wetenschap slechts één exemplaar van Litargosuchus bekend, wat betekent dat er geen vergelijkende fossiele gegevens zijn met leden van zijn eigen soort. Het wordt echter geaccepteerd als een lid van de grotere clade van de kroonarchosauriërs.